# Contea di Redwood
La contea di Redwood in inglese Redwood County è una contea dello Stato del Minnesota, negli Stati Uniti. La popolazione al censimento del 2000 era di 16 815 abitanti, mentre nel 2013 risulta di 15 744 abitanti. Il capoluogo di contea è Redwood Falls

## Città
Lucan